# Natal'ja Osipova
Natal'ja Petrovna Osipova (in russo Наталья Петровна Осипова?, traslitterazione anglosassone Natalia Osipova; Mosca, 18 maggio 1986) è una ballerina russa naturalizzata britannica, prima ballerina del Royal Ballet di Londra dal 2013.

## Biografia
Natal'ja Petrovna Osipova è nata a Mosca il 18 maggio 1986 e ha iniziato la sua formazione di ballerina all'età di otto anni presso la scuola di ballo di Michail Lavrovskij. Dal 1996 al 2004 ha studiato presso la Accademia statale di coreografia di Mosca sotto la tutela sia di Marina Kotova che di Marina Leonova.
Dopo un breve fidanzamento con Ivan Vasil'ev dal 2012 al 2013, Osipova è stata legata sentimentalmente a Serhij Polunin dal 2015 al 2018. Dal 2020 è sposata con il ballerino statunitense Jason Kittelberger.

## Carriera

### Il debutto con il Bol'šoj
A 18 anni è stata scritturata nel corpo di ballo del Balletto Bol'šoj. Nel 2005 ha danzato nel ruolo di Kitri in Don Chisciotte nella produzione di Alexei Fadeyechev. Riscosse un grande successo di critica, venendo promossa a solista nel 2006. Nel 2007 è stata nominata una delle "25 ragazze talentuose da tenere d'occhio" dalla rivista Dance Magazine e ha fatto il suo esordio scaligero durante una tournée italiana del Bol'šoj, danzando al Piermarini ne La Fille di Pharaon e ne Il lilmpido ruscello con le coreografie di Aleksej Ratmanskij.
Nel 2008 ha vinto il Prix Benois de la Danse per le sue interpretazioni in Giselle, Le fiamme di Parigi, Le Corsaire e La Sylphide, per cui ha ricevuto anche la sua seconda Maschera d'Oro l'anno successivo. Nel 2009 è stata promossa al rango di prima solista e ha fatto il suo debutto con l'American Ballet Theatre danzando come protagonista in Giselle e La Sylphide. Nel 2010 è stata proclamata prima ballerina del Bol'šoj ed è tornata a danzare alla Scala come Kitri nel Don Chisciotte di Rudol'f Nureev. Inoltre nello stesso anno ha fatto il suo debutto con il Balletto dell'Opéra di Parigi danzando nel ruolo di Clara ne Lo schiaccianoci (Nureev) all'Opéra Bastille e ha esordito alla Royal Opera House in una tournée del Bol'šoj con cui ha danzato come protagonista di Giselle, Coppélia, Don Chisciotte e Paquita.
Nei suoi sei anni con il Bol'šoj ha danzato un vasto repertorio di ruolo di alto profilo che includeva, oltre i ruoli già citati, le parti di Gamzatti e Nikiya ne La Bayadère (Grigorovič), Medora ne Le Corsaire (Ratmanskij), Swanilda in Coppélia (Petipa), Esmeralda ne La Esmeralda (Barlaka) e Rubini in Jewels (Balanchine). Nell'aprile 2011 ha dato le sue dimissioni dal teatro moscovita, adducendo la limitata libertà artistica come motivazione della sua scelta. Nel dicembre dello stesso anno si è unita al Balletto Michajlovskij in qualità di prima ballerina, dato che la flessibilità del contratto le garantiva la libertà di allontanarsi da Mosca per lunghi periodi per danzare come ospite con compagnie di alto profilo.

### La carriera in Occidente
Dopo aver lasciato il Bol'šoj, si è unita come ospite all'American Ballet Theatre per la stagione in corso alla Metropolitan Opera House. Ha ballato in Don Chisciotte con José Manuel Carreño e ne La bella Addormentata (McKenzie) e Romeo e Giulietta (MacMillan) con David Hallberg, instaurando con lui una proficua partnership artistica destinata a durate per quasi un decennio. Negli anni successivi sarebbe tornata a danzare regolarmente come prima ballerina ospite con l'ABT, con cui ha danzato, tra gli altri, nei ruoli di Gamzatti ne La Bayadère (Makarova), Swanilda in Coppélia (Franklin), Medora ne Le Corsaire (Sergeyev), Kitri in Don Chisciotte (McKenzie), Olga in Onegin (Cranko), Aurora ne La bella addormentata (McKenzie/Kirkland/Chernov) e l'Uccello di fuoco in occasione della prima mondiale dell'omonimo balletto di Ratmanskij.
L'8 aprile 2013, Osipova si è unita al Royal Ballet come ballerina principale, dopo aver danzato con la compagnia come ospite nel Lago dei cigni di Anthony Dowell durante la stagione precedente. Per giustificare la sua adesione, Osipova ha citato il repertorio ampio e diversificato che avrebbe potuto danzare al Covent Garden. Ha debuttato ufficialmente con la compagnia il 21 novembre 2013 nel Romeo e Giulietta di Kenneth McMillan, danzando come Giulietta accanto al Romeo di Carlos Acosta.
Da allora ha continuato a danzare con il Royal Ballet, interpretando un vasto repertorio di ruoli che include la Fata Confetto ne Lo schiaccianoci (Wright), Aurora ne La bella addormentata (Petipa), Lise ne La fille mal gardée (Ashton), Titania in The Dream (Ashton), Cenerentola in Cenerentola (Ashton), Marguerite in Marguerite and Armand (Ashton), Tatiana in Onegin (Cranko), Manon ne L'Histoire de Manon (MacMillan), Maria Vetsera in Mayerling (MacMillan), Natalia Petrovna in A Month in the Country (Ashton), Anastasia in Anastasia (MacMillan), Odette e Odile ne Il lago dei cigni (Scarlett), Gamzatti e Nikiya ne La Bayadère (Makarova), Kitri in Don Chisciotte (Petipa/Nureev) e Virgilia Woolf/Clarissa in Woolf Works (McGregor). Inoltre ha danzato come protagonista in balletti astratti come Rhapsody (Ashton) e il Tchaikovsky Pas de Deux (Balanchine). Così come la prima parte della sua carriera è stata legata al ruolo di Kitri nel Don Chisciotte, che l'ha consacrata sulle scene moscovite, il ruolo a cui è stata strettamente legata nella seconda fase della sua carriera è quello di Giselle nell'allestimento di Wright, tanto da essere considerata dalla critica una della più grandi interpreti del ruolo. Dopo la fine dei rapporti con Polunin e il ritiro dalle scene di Hallberg, nel 2020 Osipova ha inaugurato un acclamato sodalizio artistico con Reece Clarke, primo ballerino del Royal Ballet dal 2022.
Parallelamente all'attività sulle scene londinesi, Osipova ha continuato a danzare come ospite con compagnie di alto profilo. Nel 2013 è tornata a danzare alla Scala nel Notre-Dame de Paris di Roland Petit, in cui ha interpretato Esmeralda accanto al Quasimodo di Roberto Bolle. Nel corso delle due stagioni successivi è tornata più volte alla Scala, dove ha danzato accanto a Claudio Coviello come protagonisti ne L'histoire de Manon (MacMillan), Romeo e Giulietta (MacMillan) e Il lago dei cigni (Nureev); nel 2015 invece ha danzato con Serhij Polunin in Giselle (Chauviré). Sulle scene italiane ha danzato nuovamente come Giselle nell'allestimento di Carla Fracci in scena al Teatro dell'Opera di Roma nel 2022 accanto all'Abrecht di Jacopo Tissi. Sulle scene tedesche invece ha ricevuto vasti apprezzamenti per le sue interpretazioni come Giselle, Caterina ne La bisbetica domata (Cranko, 2017) ed Egina in Spartak (Grigorovič, 2016) con il Bayerisches Staatsballett.

## Premi
- 2007: National Dance Award
- 2008: Premio Léonide Massine – Positano Premia la Danza
- 2008: Prix Benois de la Danse per Giselle, Le fiamme di Parigi, La Sylphide e Le Corsaire
- 2008: Maschera d'Oro per In The Upper Room
- 2009: Maschera d'Oro per La Sylphide
- 2010: National Dance Award
- 2017: National Dance Award per Giselle